# Будівля Міністерства розвитку громад та територій України
Будинок Міністерства розвитку громад та територій України — 28-поверховий хмарочос у Києві. Маючи висоту 106 м, є першою будівлею в Києві висотою понад 100 м і був найвищим хмарочосом України у 1986—2003 роках.

## Будівля
Наземна частина будівлі має 28 поверхів 30×30 м, є також підвальний поверх. Розширений 4-поверховий стилобатний обсягом 50,5×60 м.
В будівлі є зала для нарад на 300 місць, конференц-зала на 60 місць, їдальня на 150 місць.
Передбачене архітектурне підсвічування в темний час доби.
Величний вигляд має вестибюль будівлі.

## Історія

Будівля Обчислювального центру Аерофлоту до реконструкції (1980-ті)

Ця будівля є одним із перших сучасних хмарочосів України. Будувався з 1974 по 1986 рік, спочатку використовувався як Кущовий інформаційно-обчислювальний центр Українського управління цивільної авіації МЦА СРСР (в подальшому Українського об'єднання цивільної авіації «Авіалінії України»), архітектор Г. І. Гранаткін.
У 2003 році будівля була повністю реконструйована, від старої залишили лише каркас, також була встановлена 8-метрова антена. Реконструкція дозволила збільшити метраж і якість офісних приміщень, радикально змінити зовнішний вигляд споруди. Були зміненені планувальні рішення, розширений 5-й поверх за рахунок надбудови чотирьохповерхового об'єму, влаштовані додаткові стоянки для легкових автомобілів, проведене нове зовнішнє і внутрішнє оздоблення, облаштована територія. Генпідрядник реконструкції — компанія «Планета-Буд». Також в будівлі влаштовано тренажерний зал, їдальня та зала засідань.
В будівлю оселилось Міністерство транспорту України, згодом реорганізоване в Міністерство транспорту та зв'язку України, яке знаходилось там до 9 грудня 2010 року, до наступної реорганізації органу в Міністерство інфраструктури України, після чого 2 грудня 2022 року до нього було приєднано Міністерство розвитку громад та територій України і перейменовано в Міністерство розвитку громад, територій та інфраструктури України, яке 6 вересня 2024 року перейменовано в Міністерство розвитку громад та територій України, яке знаходиться там дотепер.
29 травня 2006 року в будівлі сталася аварія: ліфт впав з 24-го поверху, 16 людей опинились в лікарні, врятувало людей від смерті те, що ліфт почав екстрено гальмувати на 11 поверсі і зупинився за півметра від першого поверху.